# Бачо Ахалая
Бачана Роландович (Бачо) Ахалая (груз. ბაჩანა [ბაჩო] ახალაია; нар. 24 жовтня 1980, Зугдіді, Грузинська РСР, СРСР) — грузинський політик і державний діяч. Колишній міністр внутрішніх справ Грузії, обіймав цю посаду з липня по вересень 2012 року. Раніше — міністр оборони (2009–2012), заступник міністра оборони (2008–2009), голова департаменту виконання покарань міністерства юстиції (2005–2009), заступник омбудсмена Грузії (2004–2005). До цього, в 2003–2005 роках, працював в неурядовій організації «Інститут свободи».